# Tommy Gunnarsson
Gunnar Tommy Gunnarsson, född den 3 september 1945 i Arvika, är en svensk låtskrivare och musiker. Han har skrivit många låtar tillsammans med sin hustru Elisabeth Lord.

## Låtar i urval
- "Symfonin", skriven tillsammans med Elisabeth Lord, framförd av Loa Falkman 1990[1], bidrag till Melodifestivalen samma år.[2]
- "Kommer tid, kommer råd", skriven tillsammans med Elisabeth Lord, framförd av Drifters 1993[3], hitlåt på Svensktoppen under 20 veckors tid 1994.[4]
- "Segla din båt i hamn", skriven tillsammans med Elisabeth Lord, framförd av Helene & gänget 1994[5], hitlåt på Svensktoppen i 13 veckor 1995.[6]
- "Easy Come, Easy Go", skriven tillsammans med Elisabeth Lord, framförd av Kikki Danielsson 2002[7]

### Fotnoter
1. ↑  ”Symfonin”. Svensk mediedatabas. http://smdb.kb.se/catalog/id/001474342. Läst 26 juni 2011.
2. ↑  ”Melodifestivalen”. Poplight. 26 februari 1990. Arkiverad från originalet den 24 maj 2012. https://archive.is/20120524215828/http://poplight.zitiz.se/melodifestivalen/1990. Läst 26 juni 2011.
3. ↑  ”Nästa gång det blir sommar”. Svensk mediedatabas. 26 februari 1993. http://smdb.kb.se/catalog/id/001504466. Läst 26 juni 2011.
4. ↑  ”Svensktoppen”. Sveriges Radio. 26 februari 1994. http://www.sr.se/Diverse/AppData/Isidor/files/2023/3490.txt. Läst 26 juni 2011.
5. ↑  ”Segla din båt i hamn”. Svensk mediedatabas. 26 februari 1994. http://smdb.kb.se/catalog/id/001507063. Läst 21 juli 2011.
6. ↑  ”Svensktoppen”. Sveriges Radio. 26 februari 1995. http://sverigesradio.se/Diverse/AppData/Isidor/files/2023/3491.txt. Läst 21 juli 2011.
7. ↑  ”Vem e de´du vill ha?”. Svensk mediedatabas. 26 februari 2002. http://smdb.kb.se/catalog/id/001550043. Läst 26 juni 2011.